# Antoine Verglas
Antoine Verglas (né en 1962) est un photographe français, naturalisé américain, basé à New York et connu pour ses photographies de mode illustrant des mannequins des années 1990 telles que Claudia Schiffer et Stephanie Seymour.

## Biographie
Antoine Verglas est né en 1962 et a grandi à Paris. Il fréquenta une école de commerce et a parfois servi de modèle pour les publicités télévisées. C'est ainsi qu'il a commencé à animer en février 1986 l'émission télévisée pour adolescents Cinq sur cinq sur La Cinq, présentant des clips vidéo, des bandes-annonces de films et interviewant des célébrités, notamment Sharon Stone. Antoine Verglas a commencé à photographier sa petite amie universitaire Catherine Ahnell, un mannequin de Ford Model Management. Ceci l'a incité en 1990 à partir à New York pour devenir photographe.
Dès ses débuts, Antoine Verglas a introduit avec les mannequins Stephanie Seymour, Claudia Schiffer et Cindy Crawford une série de photographies de mode de style documentaire intime qui ont paru dans plusieurs éditions internationales du magazine Elle. Ce nouveau style entra en compétition avec celui éditorial alors très en vogue. Les photographies d'Antoine Verglas étaient plus candides et sans inhibition, avec une lumière naturelle. Ce style intime de capture d'une personnalité est maintenant connu sous le nom de « Signature Verglas ». Il est toujours recherché par certains magazines de mode tels que Elle, Vogue, GQ, Esquire, Maxim ou Sports Illustrated.
Au fil des années, Antoine Verglas a connu une carrière florissante dans la photographie commerciale en créant des images pour Victoria's Secret, Revlon et Maybelline, ainsi que pour des magazines comme Vogue, Elle, Maxim, Sports Illustrated, GQ et Playboy. Il est, avec Christiane Celle, cofondateur de Calypso St. Barth, un détaillant multimarques aux accents antillais qui compte plus de 35 magasins, notamment à Manhattan, aux Hamptons, à Paris, Saint-Tropez et Saint-Barthélemy,. En 2007, ils ont vendu une participation majoritaire dans la société à Solera Capital LLC, une société d’investissement en capital-investissement.
Antoine Verglas est maintenant investi dans les magasins-concepts Clic et Hudson Studios. Depuis décembre 2013, Mindy Meads est PDG de Calypso St. Barth.
Sur la scène artistique, l'une des photographies d'Antoine Verglas a battu des records en se vendant 15 000 £ lors d'une vente aux enchères chez Philipps De Pury de Londres en 2015. Antoine Verglas passe son temps entre Saint-Barth, Paris, Montauk et New York.